# Compsodiplosis luteoalbida
Compsodiplosis luteoalbida är en tvåvingeart som beskrevs av Tavares 1909. Compsodiplosis luteoalbida ingår i släktet Compsodiplosis och familjen gallmyggor. Inga underarter finns listade i Catalogue of Life.